# داري ساكنها جن
داري سكنها جن هو مسلسل تلفزيوني كوميدي جزائري عُرض لأول مرة في رمضان 1446 هـ (2025) على شاشة تلفزيون الجزائري. يحكي عن حياة شخص يعاني من اضطراب نفسي، ويتم عرض يومياته وتفاصيل حياته بأسلوب هزلي خفيف وكوميدي بسيط.

## الممثلون
البطولة
- عمر ثايري
- بوعسرية بن كعكع
- نسيمة جعفرباي
- مراد صاولي
- نجية لعراف
- مفيدة عداس

وعدة نجوم وممثلين جزائريين

## روابط خارجية
- مقالات تستعمل روابط فنية بلا صلة مع ويكي بيانات
- حلقات المسلسل